# Кавалери-Фумери (Торино)
Кавалери-Фумери је насеље у Италији у округу Торино, региону Пијемонт.
Према процени из 2011. у насељу је живело 574 становника. Насеље се налази на надморској висини од 245 м.